# The Kissing Tour

## Типовий сет-ліст
1. «The Kiss»
2. «Torture»
3. «All I Want»
4. «A Japanese Dream»

## Дати туру
| Дата         | Місто                       | Країна             | Місце проведення              |                          |
| ------------ | --------------------------- | ------------------ | ----------------------------- | ------------------------ |
| 9 липня      | Ванкувер                    | Канада             | Expo Theatre                  |                          |
| 10 липня     | Сієтл                       | США                | Seattle Center Arena          |                          |
| 12 липня     | Окленд                      | США                | Oakland Coliseum Arena        |                          |
| 13 липня     | Санта-Барбара               | США                | County Bowl                   |                          |
| 14 липня     | Інглвуд                     | США                | Forum                         |                          |
| 15 липня     | Інглвуд                     | США                | Forum                         |                          |
| 17 липня     | Сан-Дієго                   | США                | San Diego State University    |                          |
| 18 липня     | Меса                        | США                | Mesa Amphitheatre             |                          |
| 20 липня     | Моррісон                    | США                | Red Rocks Amphitheatre        |                          |
| 22 липня     | Даллас                      | США                | Reunion Arena                 |                          |
| 23 липня     | Х'юстон                     | США                | Sam Houston Coliseum          |                          |
| 25 липня     | Новий Орлеан                | США                | Lakefront Arena               |                          |
| 27 липня     | Блумінгтон                  | США                | Met Center                    |                          |
| 28 липня     | Клівленд                    | США                | Agora Theater                 |                          |
| 30 липня     | Бостон                      | США                | Cyclorama Building            |                          |
| 31 липня     | Нью-Йорк                    | США                | Webster Hall                  |                          |
| 1 серпня     | Нью-Йорк                    | США                | Roseland Ballroom             |                          |
| 2 серпня     | Верхній Дербі, Пенсильванія | США                | Tower Theater                 |                          |
| 4 серпня     | Дублін                      | США                | Ірландія                      | SFX Center               |
| 5 серпня     | Вулвергемптон               | США                | Велика Британія               | Wolverhampton Civic Hall |
| 6 серпня     | Глазго                      | Barrowlands        | Велика Британія               |                          |
| 7 серпня     | Манчестер                   | Manchester Academy | Велика Британія               |                          |
| 8 серпня     | Лондон                      | London Forum       | Велика Британія               |                          |
| 10 серпня    | Гент                        | Бельгія            | Vooruit                       |                          |
| 11 серпня    | Париж                       | Франція            | Le Bataclan                   |                          |
| 22 жовтня    | Драммен                     | Норвегія           | Drammenshallen                |                          |
| 23 жовтня    | Франкфурт-на-Майні          | Німеччина          | Live Music Hall               |                          |
| 24 жовтня    | Берлін                      | Німеччина          | Huxley's                      |                          |
| 25 жовтня    | Гамбург                     | Німеччина          | The Docks                     |                          |
| 26 жовтня    | Дюссельдорф                 | Німеччина          | Tor 3                         |                          |
| 28 жовтня    | Мюнхен                      | Німеччина          | Charterhalle                  |                          |
| 29 жовтня    | Відень                      | Австрія            | Summer Arena                  |                          |
| 30 жовтня    | Бремен                      | Німеччина          | Stadthalle                    |                          |
| 1 листопада  | Атланта                     | Бельгія            | Fox Theatre                   |                          |
| 2 листопада  | Атланта                     |                    | Fox Theatre                   |                          |
| 3 листопада  | Паукіпсі, Нью-Йорк          | Франція            | Mid-Hudson Civic Center       |                          |
| 4 листопада  | Роттердам                   | Нідерланди         | Ahoy                          |                          |
| 5 листопада  | Роттердам                   |                    |                               |                          |
| 6 листопада  | Дюссельдорф                 | Philipshalle       |                               |                          |
| 8 листопада  | Штутгарт                    | Schleyer-Halle     |                               |                          |
| 9 листопада  | Цюрих                       | Швейцарія          | Hallenstadion                 |                          |
| 11 листопада | Париж                       | Франція            | Palais Omnisports Paris Bercy |                          |
| 12 листопада | Париж                       | Франція            | Palais Omnisports Paris Bercy |                          |
| 15 листопада | Тулуз                       | Франція            | Palais Des Sports             |                          |
| 16 листопада | Монпельє                    | Франція            | le Zenith                     |                          |
| 18 листопада | Барселона                   | Іспанія            | Palais Omnisports Paris Bercy |                          |
| 19 листопада | Мадрид                      | Іспанія            | Palais Omnisports Paris Bercy | Palacio de los Deportes  |
| 20 листопада | Валенсія                    | Іспанія            | Palais Des Sports             |                          |
| 22 листопада | Більбао                     | Іспанія            | Pabellon la Casilla           |                          |